# إسماعيل بن يسار النسائي
إسماعيل بن يسار النِّسائي (- 130 هـ/ 748م) شاعر مدني من شعراء الموالي في عصر الدولة الأموية. كان شعوبياً متعصباً لقومه الفرس. نُسب إلى النِّساء لأن أباه كان يصنع طعام الأعراس ويبيعه للمتجملين، وللذين لا تبلغ طاقتهم اصطناع ذلك في بيوتهم، وقيل لأنه كان يبيع أجهزة العرائس من فُرش منجدة وما يشبهها.

## سيرته
كان إسماعيل من سبي فارس، انتمى بالولاء إلى بني تَيْم بن مُرة من قريش. وكان منقطعاً إلى آل الزبير وإلى عروة بن الزبير منهم خاصة، فأقام يمدحهم ويشتم مروان بن الحكم وآله والمروانية، حتى إذا استقرت الخلافة لعبد الملك بن مروان بعد مقتل عبد الله بن الزبير، ودان له الحجاز، وفد عليه إسماعيل مع عُروة بن الزبير فمدحه بعد أن اعتذر عن موقفه السابق، فرضي عنه عبد الملك ووصله. ثم اتصل بالخلفاء من ولده، وعاش طويلاً حتى أدرك آخر سلطان بني أمية، ولم يدرك الدولة العباسية.
نشأ إسماعيل بن يسار في أسرة عُرفت بقول الشعر. كان أبوه يسار شاعراً، وكان له أخوان شاعران، وكذلك كان ابنه محمد شاعراً، ثم نشأ حفيده عبيد الله بن محمد شاعراً.
كان حسن العشرة، عذب الحديث، طيباً يأتي بالنوادر من قول أو فعل، كثير الهزل والمزاح، مليح الشعر. وكان متعصباً للعجم وله شعر كثير يفخر فيه بهم، كقصيدته التي أنشدها بين يدي هشام بن عبد الملك، وهو يرى أنه ينشده مديحاً له ومنها:
فغضب عليه هشام ونفاه إلى الحجاز.
كان إسماعيل بن يسار شاعراً مجيداً فصيح الألفاظ سهل التراكيب قريب المعاني، عذب الشعر نظم في المديح والرثاء والفخر والهجاء والغزل. وتكاد تكون خصائصه الشعرية منقطعة عن خصائص معاصريه من أمثال الفرزدق وجرير، إذ هي من حيث الأغراض والأسلوب أقرب إلى أن تكون مُحدَثة. وهو يقارب في شعره الغزلي عمر بن أبي ربيعة وينسج على منواله.